# Acetilcistein
Acetílcisteín je učinkovina, ki se uporablja kot ekspektorans (zdravilo za izkašljevanje), ki cepi disulfidne vezi mukoproteinov sluzavega izločka v dihalih, kot antioksidant in kot protisredstvo pri zastrupitvi s paracetamolom.

## Indikacije
Acetilcistein se uporablja za:
- olajševanje izkašljevanja in redčenje sluzi pri boleznih dihal z gosto sluzjo,[8] na primer pri emfizemu, bronhitisu, cistični fibrozi, pljučnici;[9]
- preprečevanje jetrnih poškodb pri zastrupitvi s paracetamolom.[9]

Pri zastrupitvi  s paracetamolom se uporablja parenteralno, kot zdravilo za izkašljevanje pa se inhalira skozi usta ali se zaužije.

## Mehanizem delovanja

### Pri boleznih dihal
Acetilcistein zmanjšuje viskoznost bronhialnega mukusa, kar olajša izkašljevanje in  posledično umiri kašelj. Viskoznost bronhialnega mukusa je odvisna od koncentracije mukoproteinov in nekoliko manj od koncentracije dezoksiribonukleinske kisline. Acetilscistein ima v svoji kemijski zgradbi sulfhidrilno (SH–) skupino, ki cepi disulfidne vezi v mukoproteinih in s tem zmanjša gostoto izločka v pljučih.
Hkrati zaradi dvojnega antioksidacijskega delovanja (neposredno veže kisikove radikale ter posredno deluje antioksidacijsko s spodbujanjem sinteze glutationa) zmanjšuje oksidacijski stres v pljučih. Klinične študije so pokazale, da uporaba acetilcisteina pomembno zmanjša remisijo kronične obstruktivne pljučne bolezni pri kadilcih in  nekadilcih.

### Pri zastrupitvi s paracetamolom
Paracetamol se v jetrih deloma presnavlja v hepatotoksične (za jetra strupene) presnovke, ki se po vezavi z glutationom razstrupijo v netoksične konjugate. Pri velikih odmerkih paracetamola pa se zaloge glutationa izčrpajo in začnejo se kopičiti močno reaktivni presnovki, ki poškodujejo jetra in ledvice. Povzročajo centrolobularno jetrno nekrozo in tubularno ledvično nekrozo. Acetilcistein verjetno na več načinov zmanjšuje škodljive učinke toksičnih presnovkov paracetamola:
- acetilcistein je eden od predhodnikov (prekurzorje)v glutationa in zveča njegovo biosintezo;
- tudi sam, podobno kot glutation, tvori netoksične konjugate s paracetamolom;
- sodeluje pri sulfataciji paracetamola;
- kot antioksidant zmanjšuje celično toksičnost.